# Михельс, Ана Клаудия
Ана Кла́удия Ми́хельс (порт. Ana Cláudia Michels; 31 июля 1981, Жоинвили) — бразильская супермодель немецкого происхождения. В 1999 и 2000 годах принимала участие в итоговых показах Victoria's Secret. Многократно снималась для обложек журнала Vogue.
Модельную карьеру начала в 14-летнем возрасте в родном городе. Вышла на международные подиумы в 1996 году. В различное время участвовала в показах: Barra, Blue Man, Burberry, Calvin Klein, Coccinelle, Cori, Dakota, Dibikini, Di Gerosa, Disritmia, GAS jeans, Gianni Versace, Giorgio Armani, Givenchy, Harris, Iguatemi, Intimissimi, Lenny, Lança Perfume, Le Silla, Lilly Pulitzer, Loewe, Lord & Taylor, Louis Vuitton, Lycra, Macy's, Maria Bonita, Missoni, Nautica, Neiman Marcus, Nike, No-Lita, None Rue, Otlo, Palmers Lingerie, Patricia Pepe, Redken, Riachuelo, Rock Lily, Tart, Thierry Mugler, TNG, Tommy Hilfiger, Valentino, Valisere, Versace, Versus fragrance, Victoria's Secret, Vizzano, Voice of Voices, Zeferino и других модельеров. В 2001 году позировала для календаря Пирелли. В 2009 году приняла участие лишь в двух показах для марки Givenchy.
В различное время появлялась на обложках: Vogue (Бразилия) 2002 год, 2005 год, 2009 год, 2010 год; Vogue (Франция) 2010 год; Vogue (Германия) 2001 год; Vogue (Италия) 2010 год; Vogue (Португалия) 2003 год; Vogue (Испания) 2002 год; Vogue (Великобритания) 2000 год, 2001 год.
Проживает в Нью-Йорке.